# 台灣二次民主
「台灣二次民主」是由前總統李登輝在2013年發起的運動，主張落實地方自治，以解決台灣許多根本問題。2014年1月29日，前總統李登輝在臉書上指出，台灣政治需要進行第二次民主改革，李登輝表示，中央應放權給地方，做好地方自治，讓各地區平均發展，讓民主的根本要從地方做起。

## 十大主張

### 國土要重新規劃為七大區域
2014年11月16日，李登輝出席「健全地方發展與治理研討會」圓桌論壇及閉幕致詞說，「6都16縣市」現狀，應重新調整為7大區域，他主張讓臺灣應調整為北北基宜、桃竹苗、中彰投、雲嘉南、高屏、花東、澎金馬等七區。李登輝表示，行政區調整要考慮河川、海岸及原住民特定區問題，應提供發展條件較差區域必要照顧，讓各區域居民都可得到有尊嚴的生活，達到7大生活圈及7大發展圈。

### 全面解放國營事業，開放自由競爭
2012年9月15日，在景氣不佳時，台電仍要漲價，李登輝特別以日本鐵道經營為例表示，台灣的國營事業應該解散，開放民間經營，才有競爭力。

## 註解
1. ↑   （页面存档备份，存于）李登輝：台灣需要第2次民主改革
2. ↑   （页面存档备份，存于）李登輝：國土重新規劃7區域
3. ↑   （页面存档备份，存于）談台電 李登輝：國營事業該解散